# Massenzio di Aquileia
Massenzio (... – Aquileia, 837) è stato un patriarca cattolico italiano, Patriarca di Aquileia dall'811 all'833.

## Biografia
Nulla è noto di Massenzio prima della sua ascesa come Patriarca di Aquileia, avvenuta dopo la morte di Orso, nei primi mesi dell'811.
Poco dopo la nomina di Massenzio, il 14 giugno 811 Carlomagno emanò un diploma per determinare con precisione i confini tra il Patriarcato di Aquileia e la nuova arcidiocesi di Salisburgo: si fissò il corso della Drava come confine delle due chiese.
Visto il nuovo corso storico seguito alla caduta del regno longobardo, alla fine dei contrasti tra questo e la chiesa romana, Massenzio spostò la sede del Patriarcato da Cividale e la riportò ad Aquileia. In questo modo iniziò un periodo di ripresa per la città, il quale favorì il patriarca con donazioni di territori e agevolazioni fiscali sia per rafforzare l'autorità del vescovo che per contribuire al riassestamento di Aquileia, vicina e contrapposta a Grado, dove risiedeva il locale patriarca, legato politicamente e dottrinalmente a Bisanzio.
Anche i successori di Carlomagno continuarono il rafforzamento del Patriarcato: Ludovico il Pio concesse nell'819 i territori attorno a Muzzana e a Gail; nell'830 anche il monastero femminile di Santa Maria in Valle a Cividale passò dal controllo regio a quello patriarcale.
Durante questo periodo si definì il territorio della diocesi aquileiense, che risultò essere la più vasta d'Europa.
Massenzio morì probabilmente ad Aquileia nell'837.

### Ricostruzione della basilica patriarcale
Vennero costruiti il transetto, la cripta degli affreschi, posta sotto il presbiterio, il portico e la Chiesa dei Pagani.